# Campeonato Neerlandés de Fútbol 1894-95
El Campeonato Neerlandés de Fútbol 1894/95 fue la séptima edición del campeonato de fútbol de los Países Bajos. Seis equipos de las ciudades de Ámsterdam, La Haya, Haarlem, Róterdam y Wageningen participaron en la competición que más tarde se llamó Eerste Klasse Occidental. Pero desde el distrito occidental de fútbol de los Países Bajos fue el único en tener un campeonato hasta el momento, podría ser considerado como un campeonato nacional. Esta fue también la razón por la que Go Ahead Wageningen participó, como lo hizo más tarde en la división oriental. Koninklijke HFC ganó el campeonato.

## Nuevos participantes
- Rapiditas Rotterdam

## Tabla de posiciones
| Pos. | Equipo              | PJ | PG | PE | PP | GF | GC | Pts | DG  |
| ---- | ------------------- | -- | -- | -- | -- | -- | -- | --- | --- |
| 1    | Koninklijke HFC     | 10 | 8  | 0  | 2  | 40 | 18 | 16  | +22 |
| 2    | Sparta Rotterdam    | 10 | 6  | 1  | 3  | 32 | 18 | 13  | +15 |
| 3    | HVV Den Haag        | 10 | 6  | 1  | 3  | 30 | 20 | 13  | +10 |
| 4    | Rapiditas Rotterdam | 10 | 3  | 1  | 6  | 15 | 45 | 7   | -30 |
| 5    | RAP                 | 10 | 3  | 0  | 7  | 19 | 27 | 6   | -8  |
| 6    | Go Ahead Wageningen | 10 | 2  | 1  | 7  | 22 | 30 | 5   | -8  |

PJ = Partidos jugados; PG = Partidos ganados; PE = Partidos empatados; PP = Partidos perdidos; GF = Goles a favor; GC = Goles en contra; Pts = Puntos; DG = Diferencia de goles
|                                     |
| Campeón Koninklijke HFC 3.er título |